# 廖延雄
廖延雄（1922年4月9日—2007年9月21日），男，江西安义人，中国兽医微生物学家，教授。九三学社社员，中国共产党党员，曾任第六届全国政协委员，第七届、第八届全国政协常务委员，江西省政协副主席。

## 生平
1943年毕业于國立中央大学农学院畜牧兽医系，留校任助教。1947年赴美国堪萨斯州立大学研究生院深造，1951年获博士学位。回国后，历任南昌大学农学院教授，兰州西北畜牧学院教授、微生物教研室主任、兽医系主任，甘肃农业大学教授、科研处处长，江西省科学院研究员、副院长、院长、名誉院长，江西农业大学兼职教授。兼任中国微生物学会第三届理事、第四、五届常务理事、第六届顾问。主译《国际病毒分类与命名》，主编《兽医微生物学》高校教材、《兽医微生物实验诊断手册》工具书，出版《廖延雄谈笑集》。
1956年4月加入九三学社。1980年加入中国共产党。是九三学社第七届中央委员、第八届中央常委，九三学社江西省委会第一、二届主任委员，江西省第六届政协副主席，江西省政府决策咨询委员会常委，第六届全国政协委员，第七届全国政协常委。
2007年9月21日5时18分在南昌逝世，享年85岁。